# チャールズ・ウォーレン・イートン
チャールズ・ウォーレン・イートン（Charles Warren Eaton、1857年2月22日 - 1937年）はアメリカ合衆国の風景画家である。樹木のある風景を得意とし「松の画家」(the pine tree painter)と呼ばれた。

## 略歴
ニューヨーク州のオールバニの貧しい家に生まれた。9歳から働き始め、青年期はオールバニ の乾物屋の店員だった。22歳の時、アマチュア画家の友人の絵を見て美術に興味を持った。1879年にニューヨークに移り、働きながら、夜間にナショナル・アカデミー・オブ・デザインやアート・スチューデンツ・リーグ・オブ・ニューヨークで学び、余暇の時間にはスケッチをした。
イートンが美術の世界に入った時期は、アメリカの絵画に変革が起こっていた時代で、半世紀にわたって続いた「ハドソン・リバー派」と呼ばれる写実的な風景画のスタイルから、ヨーロッパに留学した若い芸術家がもたらした「トーナリズム」という色調の変化を表現するスタイルが広がり始めていた。イートンはトーナリズムのスタイルをニューヨークで学び、レオナード・オクトマン(Leonard Ochtman)やベン・フォスター(Ben Foster)といった画家と友人になった。
1880年代の始めまでには、イートンの絵は売れるようになり、プロフェッショナルな画家として認められるようになった。1882年にナショナル・アカデミー・オブ・デザインに出展を始め、その後出展を続け、1884年には、ニューヨーク・タイムズに好意的な批評が掲載された。他の展覧会にも出展し、1886年に画家に専念することにした。1901年にナショナル・アカデミー・オブ・デザインの準会員となった。
ロバート・スウェイン・ギフォードやジョージ・イネスの作品を尊敬し、1889年にニューヨークのイネスのスタジオと同じ建物にスタジオを開いた。
1890年代1900年代には水辺や牧草地の林の夕暮れの風景画を描いて人気があった。国外にも何度も旅し、フランスの郊外の風景やイタリアのコモ湖周辺などの風景も好んで描いた。
1920年代になると創作力が衰え、恐慌による美術市場の不景気もあって、忘れられた画家となっていった。20世紀の後半になって、イートンの時代の画家たちと共に再評価された。

## 作品

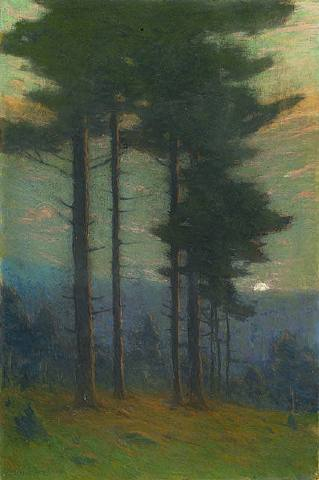
"Twilight" (1900-1910)
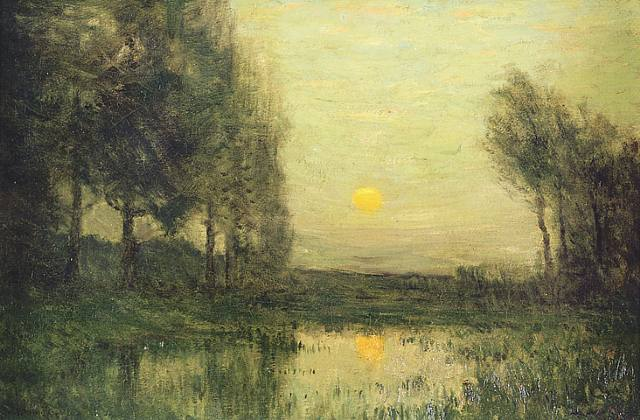
"September Moonrise" (1900)
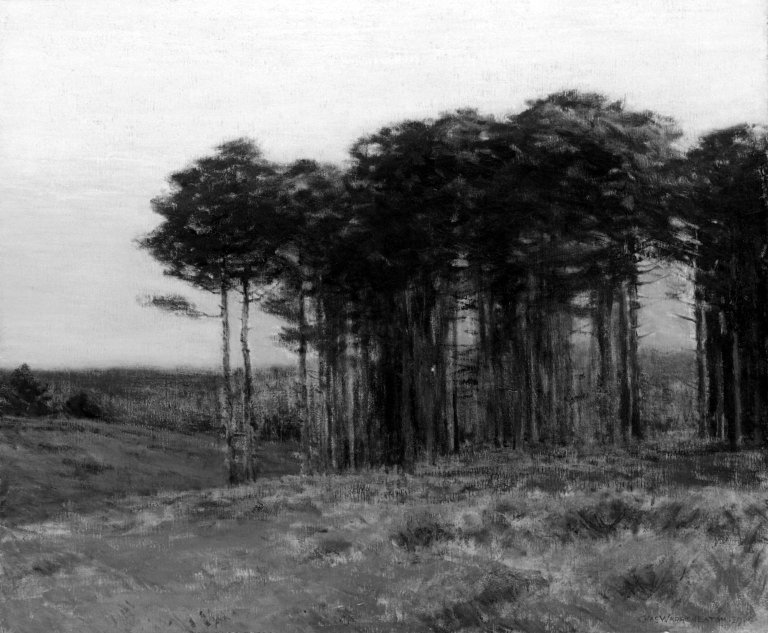
"Connecticut Pines" (c.1904)
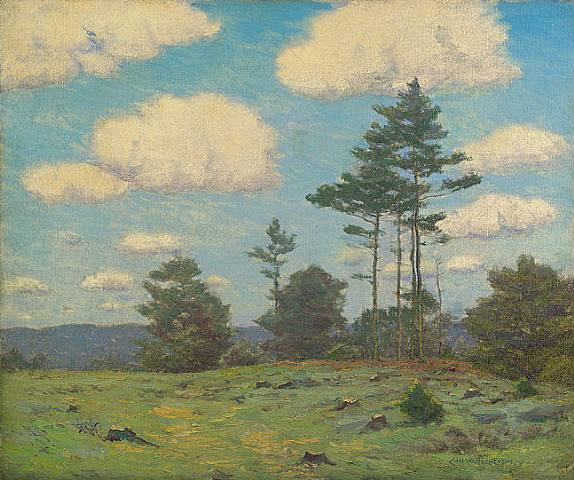
"Stump Lot"
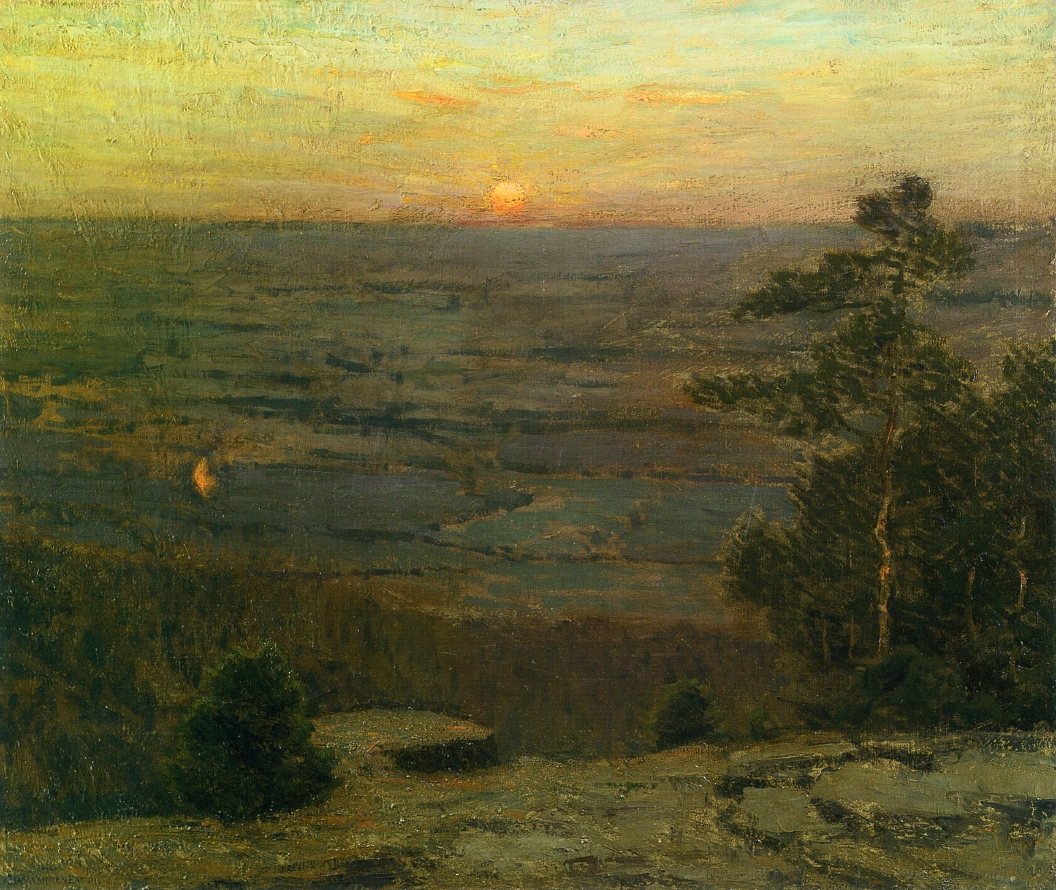
「シャワンガンクの谷」
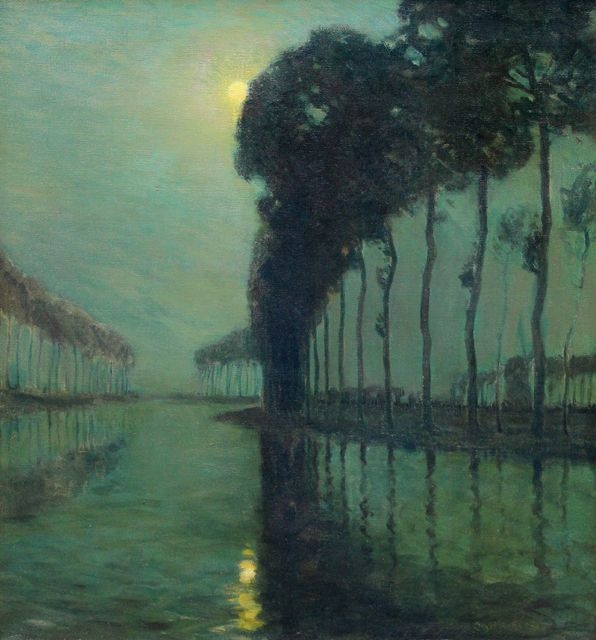
「ブルッヘの運河の夜景」
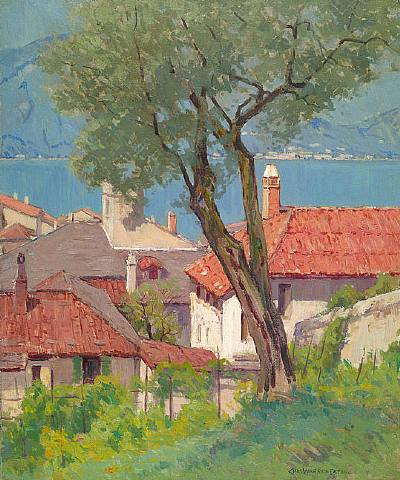
「ヴァレンナの風景」
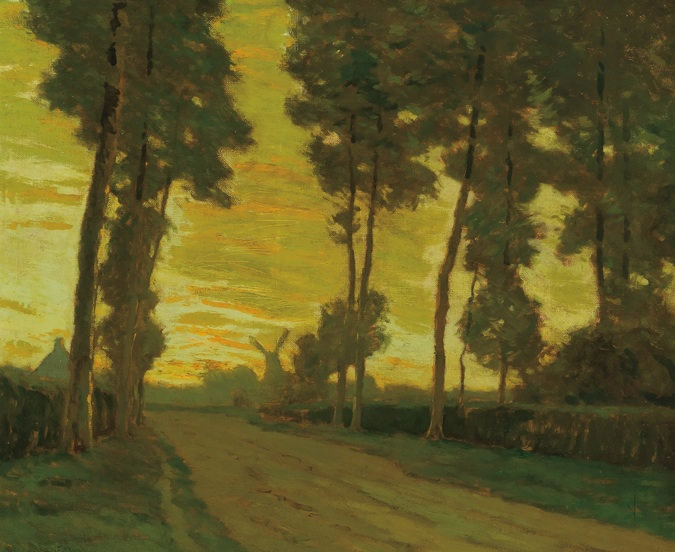
"Flemish Highway"